# Catharanthus lanceus
Dừa cạn lá kiếm (danh pháp hai phần: Catharanthus lanceus) là một loài thực vật có hoa trong họ La bố ma. Loài này được (Bojer ex A.DC.) Pichon mô tả khoa học đầu tiên năm 1948.